# Vai (Kréta)

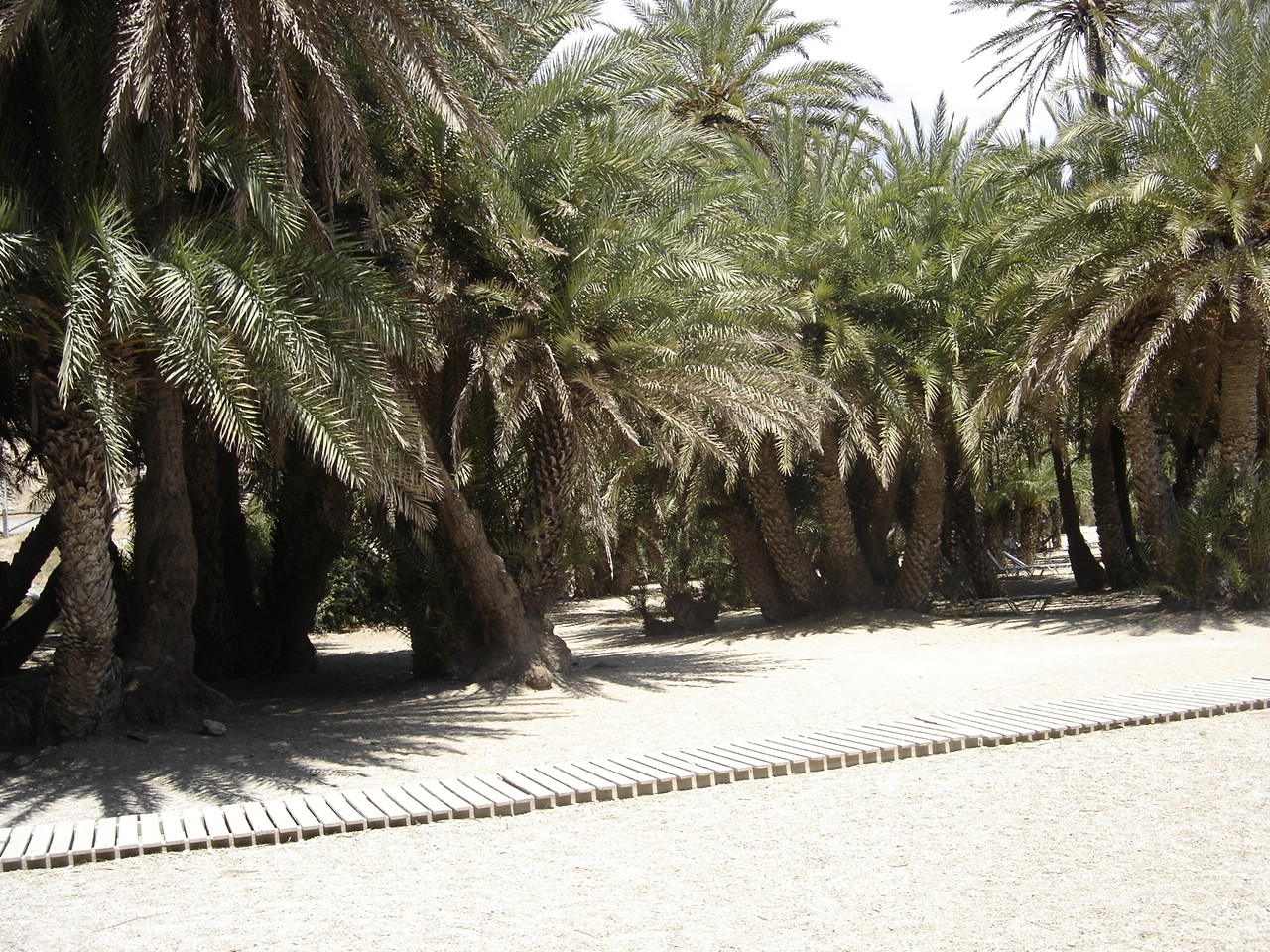
Vai pálmaerdeje

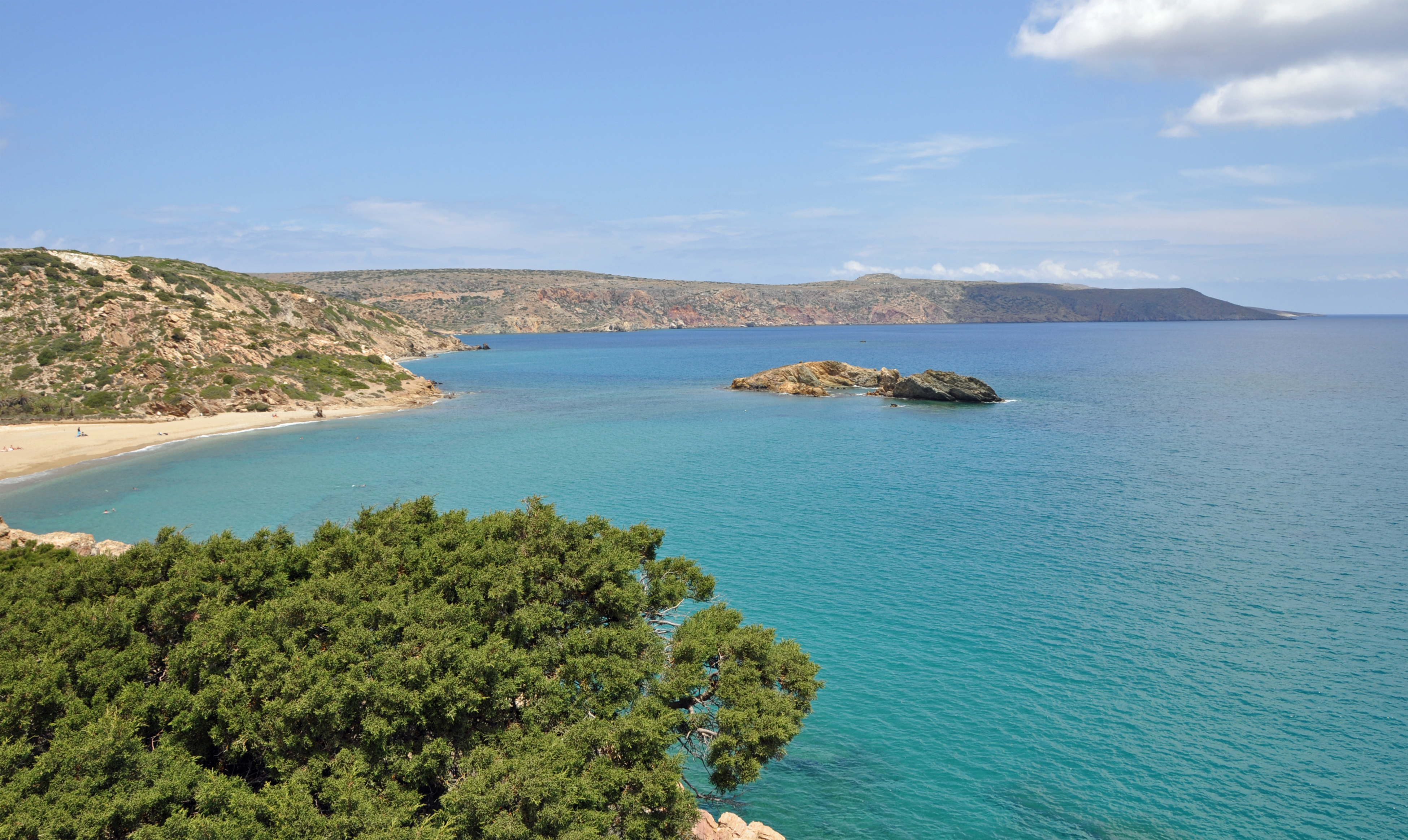
Partvidék Vai közelében

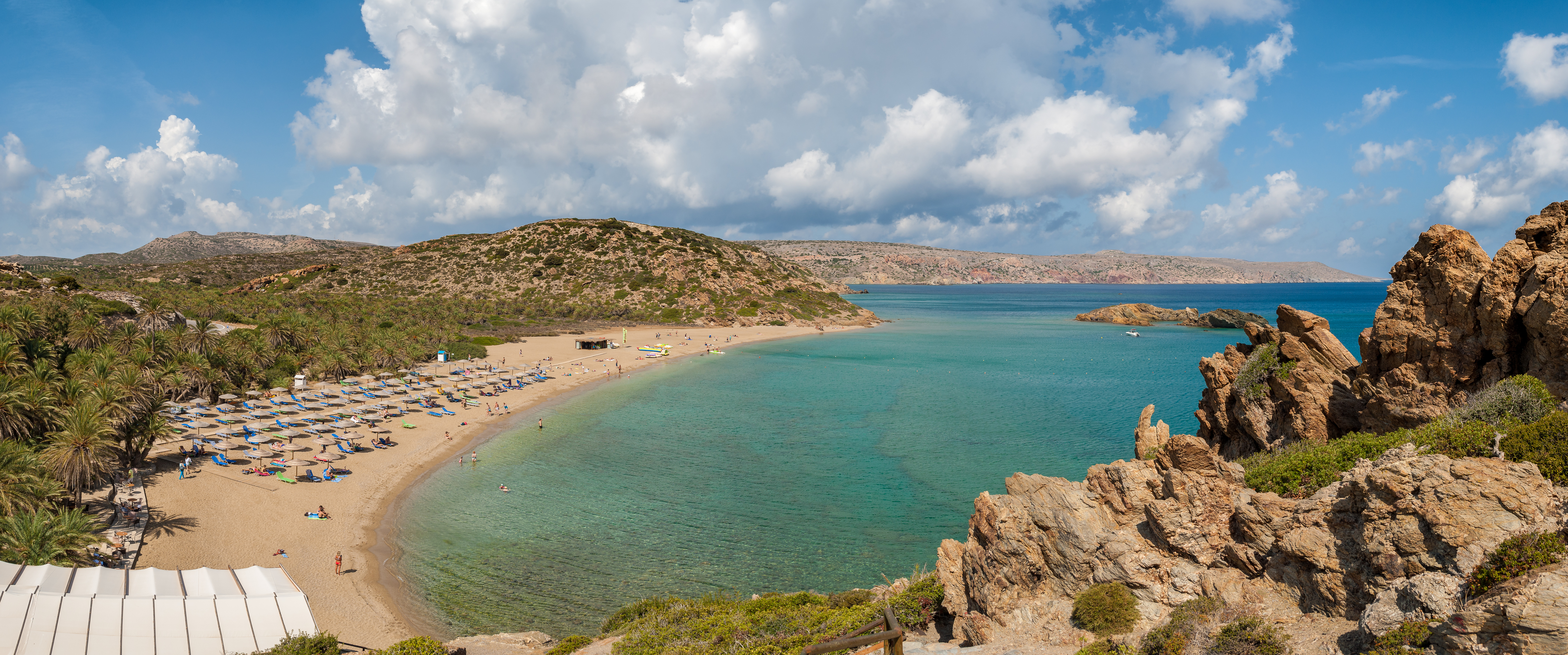
Vai tengerparti panorámája

Vai (Βάι) pálmák szegélyezte tengerpartja Kréta szigetének egyik legnagyobb turistalátványossága. Itt található Európa legnagyobb természetes pálmaerdeje, amely krétai datolyapálmákból (Phoenix theophrasti) áll.
A vidéket az 1970-es években fedezték fel a turizmus számára, és az 1980-as évek elejére már népszerű nyaralóhely volt hátizsákos turisták számára. Ezután védett területté nyilvánították a környezet megóvása érdekében. A pálmás tengerpart Kréta keleti részének turisztikai központja.